# Dark Passion Play
Dark Passion Play este cel de-al șaselea album al formației de metal-simfonic Nightwish. Albumul a fost lansat pe data de 26 decembrie 2006 în Finlanda, 28 septembrie în Europa și pe 2 octombrie 2007 în SUA. Dark Passion Play este primul album creat cu noua cântăreață a formației Anette Olzon și primul creat după plecarea Tarjei Turunen din formație. Compozitorul Tuomas Holopainen a precizat că „acest album i-a salvat cariera”.
Albumul conține cinci single-uri, primul dintre ele fiind Eva lansat pe 25 mai 2007, urmat de către Amaranth lansat pe 22 august.